# (4577) Chikako
(4577) Chikako (1988 WG) – planetoida z grupy pasa głównego asteroid okrążająca Słońce w ciągu 4,26 lat w średniej odległości 2,63 j.a. Odkryta 30 listopada 1988 roku.